# Discos Musart
Discos Musart è un'etichetta discografica messicana fondata nel 1948. Ha sede a Città del Messico e rimane una delle maggiori etichette del paese, concentrandosi sulla musica messicana e sulle versioni internazionali concesse in licenza da varie etichette in tutto il mondo. Nel corso degli anni ha avuto diverse sigle editoriali come Trebol, Oasis e Balboa Records. Durante gli anni '50, la Musart distribuì in Messico album del marchio cubano Panart.
Fino a quando la Capitol Records non aprì in Messico nel 1965, le incisioni dei Beatles furono pubblicate dalla Musart Records in Messico. Le riedizioni della Capitol ora a volte usano cover completamente diverse, quindi scoprire se una versione Capitol è in realtà un album Musart originale o meno può essere difficile.
La Musart è stata acquisita dalla Concord Bicycle Music nel 2016.

## Artisti
I seguenti artisti sono stati sul libro paga della Musart:
- Antonio Aguilar
- Carmela Rey
- César Costa
- Chalino Sánchez
- Cornelio Reyna
- El Piporro
- Flor Silvestre
- Gloria Lasso
- Irma Dorantes
- Joan Sebastian
- Juan Torres Robles
- La Panchita
- Lisa Lopez
- Lorenzo Antonio
- Lucerito
- Lucha Villa
- Mercedes Castro
- Pancho Barraza
- Paquita la del Barrio
- Pepe Aguilar
- Sylvester James
- Uberto Zanolli